# Leyviller
Leyviller (deutsch Leyweiler) ist eine französische Gemeinde mit 506 Einwohnern (Stand 1. Januar 2022) im Département Moselle in der Region Grand Est (bis 2015 Lothringen). Sie gehört zum Arrondissement Forbach-Boulay-Moselle.

## Geografie
Die Gemeinde Leyviller liegt etwa zehn Kilometer südöstlich von Saint-Avold.

## Geschichte
Das Gemeindewappen zeugt von den beiden ehemaligen Herrschaften über Leyviller: auf der rechten Seite das Wappen des Kapitels der Kathedrale von Metz, heraldisch links der Löwe der Herren von Varsberg.

### Bevölkerungsentwicklung
| Jahr      | 1962 | 1968 | 1975 | 1982 | 1990 | 1999 | 2009 | 2019 |
| Einwohner | 276  | 299  | 424  | 455  | 436  | 436  | 474  | 502  |

## Sehenswürdigkeiten
- Kirche L'Assomption-de-la-Bienheureuse-Vierge-Marie (Mariä Himmelfahrt) von 1827

## Belege
1. ↑  Wappenbeschreibung auf genealogie-lorraine.fr (französisch)